# Benigno Torres
Benigno Siul Torres Campero, född 27 juni 1937 i Fray Bentos, död 10 augusti 2010 i Malmö, var en uruguayansk journalist, radiopratare och fackföreningsman, ibland omtalad som den förste fången i Libertadfängelset i Uruguay. Torres inledde sin karriär inom radio i Paysandú och arbetade under sin karriär bland annat som hallåman och tekniker på flera radiostationer i Montevideo. Han fängslades i Uruguay för sina kopplingar till stadsgerillan MLN-Tupamaros, och spenderade fjorton år i fängelse, varav större delen under militärdiktaturen som etablerades i landet 1973. Han kom till Sverige 1984 och fortsatte då att arbeta med radiojournalistik, främst på Sveriges Radios spanskspråkiga program Panorama.

## Biografi
Benigno Torres var i Uruguay fackligt aktiv i fackförbundet för radioanställda, Asociación de Empleados Radiofónicos, i Paysandú och Montevideo, under en period av tilltagande politisk aktivitet i landet. Stadsgerillan Tupamaros bildades i början av 1960-talet med utgångspunkt i fackliga och politiska strider och under stora delar av 1960-talet kom dessa kopplingar att fördjupas. Stadsgerillan var huvudsakligen aktiv i huvudstaden Montevideo, eftersom det saknades förutsättningar för gerillakamp på landsbygden, samtidigt som allt större politiska mobiliseringar, strejkvågor och arbetsnedläggelser blev vardag i landet under slutet av årtiondet. Detta skapade många beröringsytor mellan sociala rörelser och väpnade vänstergrupper, företrädesvis i Montevideo. Torres har i e-postintervjuer beskrivit relationen mellan fackföreningarna och stadsgerillan som nära och ömsesidig:
Det uppstod så kallade radikala förhållningssätt [...] Och det fanns de som i anslutning till detta kämpade för sina rättigheter på tidigare okända vis: med nya metoder och nya förhållningssätt. Kampformerna för egna och andras rättigheter kom också att förändras - att då samexistera i det fackliga livet och ha samröre med Tupamaros var inget konstigt.

### Fängelsetiden
Torres fängslades första gången i september 1969, då Uruguay formellt sett var en demokrati under undantagstillstånd, men med förhållandevis få politiska fångar. Han släpptes fri i juni 1970 men fängslades snart igen samma år. Den första tiden i fängelse spenderades i fängelset Punta Carretas. Efter ett flertal större rymningar från fängelser och häkten i Montevideo under 1971 och 1972 kom han att förflyttas till Punta de Rieles och senare till Libertadfängelset. Fängelset Libertad invigdes 1 oktober 1972 för att specifikt inhysa politiska fångar, och Torres hörde då till den första gruppen fångar som förflyttades dit. I samband med detta fick han, enligt egen uppgift "av slump", fångnummer 001, varför han enligt vissa källor är känd som "den förste fången i Libertadfängelset." Mellan 2800 och 3000 personer kom med tiden att interneras i fängelset.

### Efter frigivning
Torres frigavs från Libertadfängelset 17 augusti 1984 efter att ha aviserats om sin frigivning fem dagar tidigare. I december samma år ankom han till Sverige, och kunde då återföras med sin familj som sedan tidigare var bosatta i Malmö. Han fortsatte i Sverige sin journalistiska bana i närradion och på Sveriges Radio, och kom bland annat att bli korrespondent för den uruguayanska radiostationen El Espectador. I Malmö engagerade han sig ideellt i Holma kulturkafé i stadsdelen Holma, och var där med om att etablera utomhusbio och kulturfestivaler på 1990-talet, vilka sedan dess är återkommande arrangemang i olika delar i staden.